# Bauxite

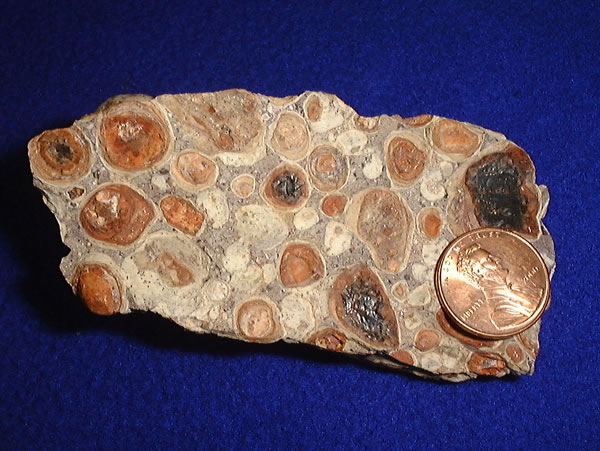
Bauxite con cent di $ statunitense

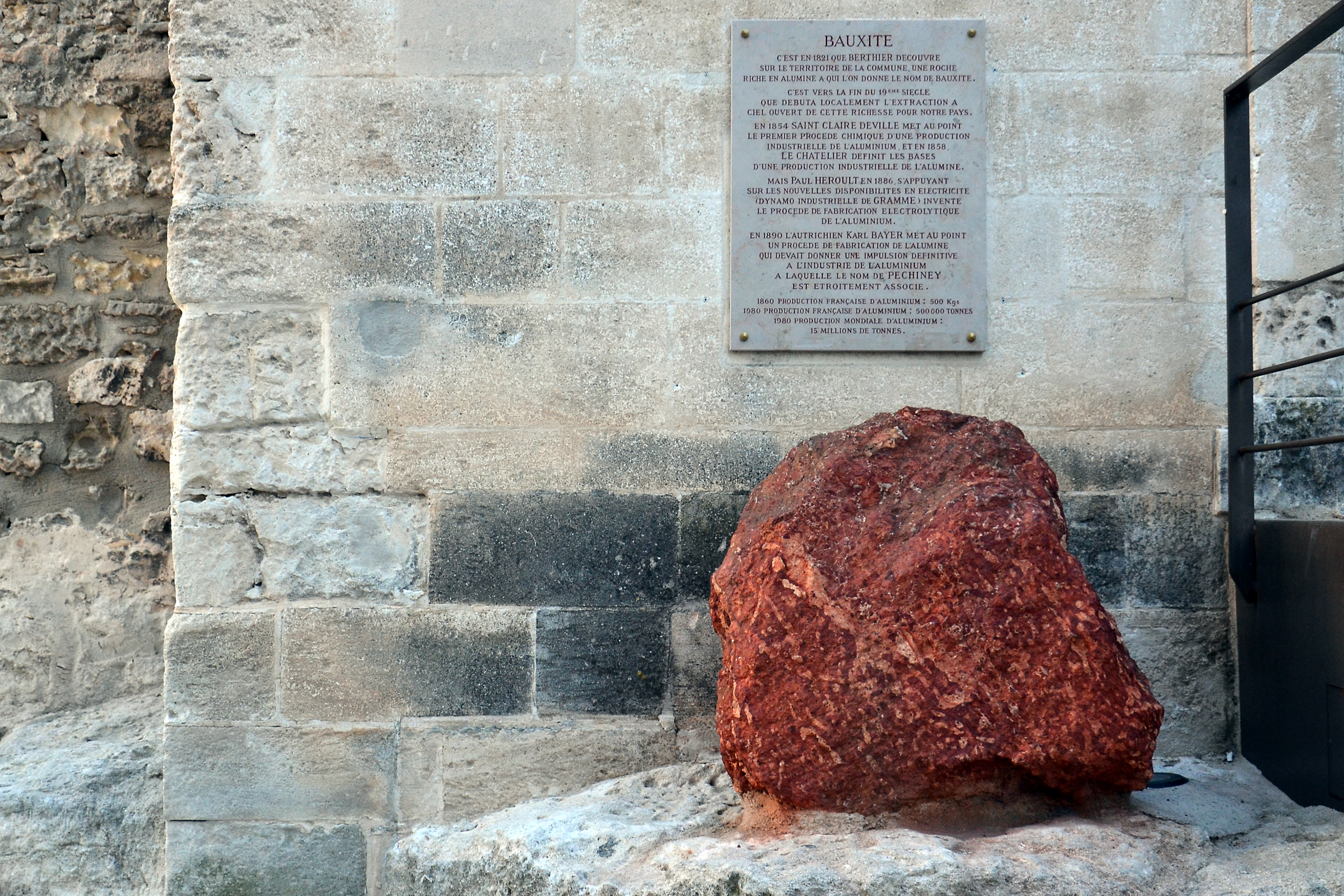
Bauxite (Les Baux-de-Provence, Francia)

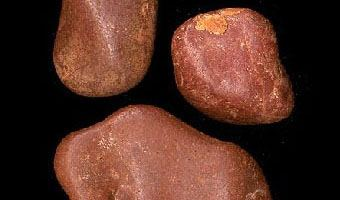
Bauxite (noduli)

La bauxite (o baussite) è una roccia sedimentaria che costituisce la principale fonte per la produzione dell'alluminio dopo che si è sottoposta a processi produttivi.

## Etimologia
Prende il nome dal paese di Les Baux-de-Provence, nel sud della Francia, nei pressi del quale sono state aperte le prime miniere nel 1822.

## Composizione
La sua composizione è caratterizzata dalla presenza di diverse specie mineralogiche tra cui prevalgono gli ossidi e gli idrossidi di alluminio e di ferro. In particolare, è ricca di metaidrossido d'alluminio AlO(OH) e di ortoidrossido Al(OH)3. La quantità di idrossido di alluminio varia nei differenti depositi tra il 30% e il 75%.
In genere un deposito bauxitico si presenta sotto forma di aggregato di consistenza litica nel quale si trovano sparse delle pisoliti, ovvero dei noduli di forma tondeggiante, la cui forma sarebbe dovuta al trasporto subito. Il colore della bauxite è in genere rosso cupo con irregolari macchie biancastre.
La bauxite è il principale minerale per l'estrazione dell'alluminio.

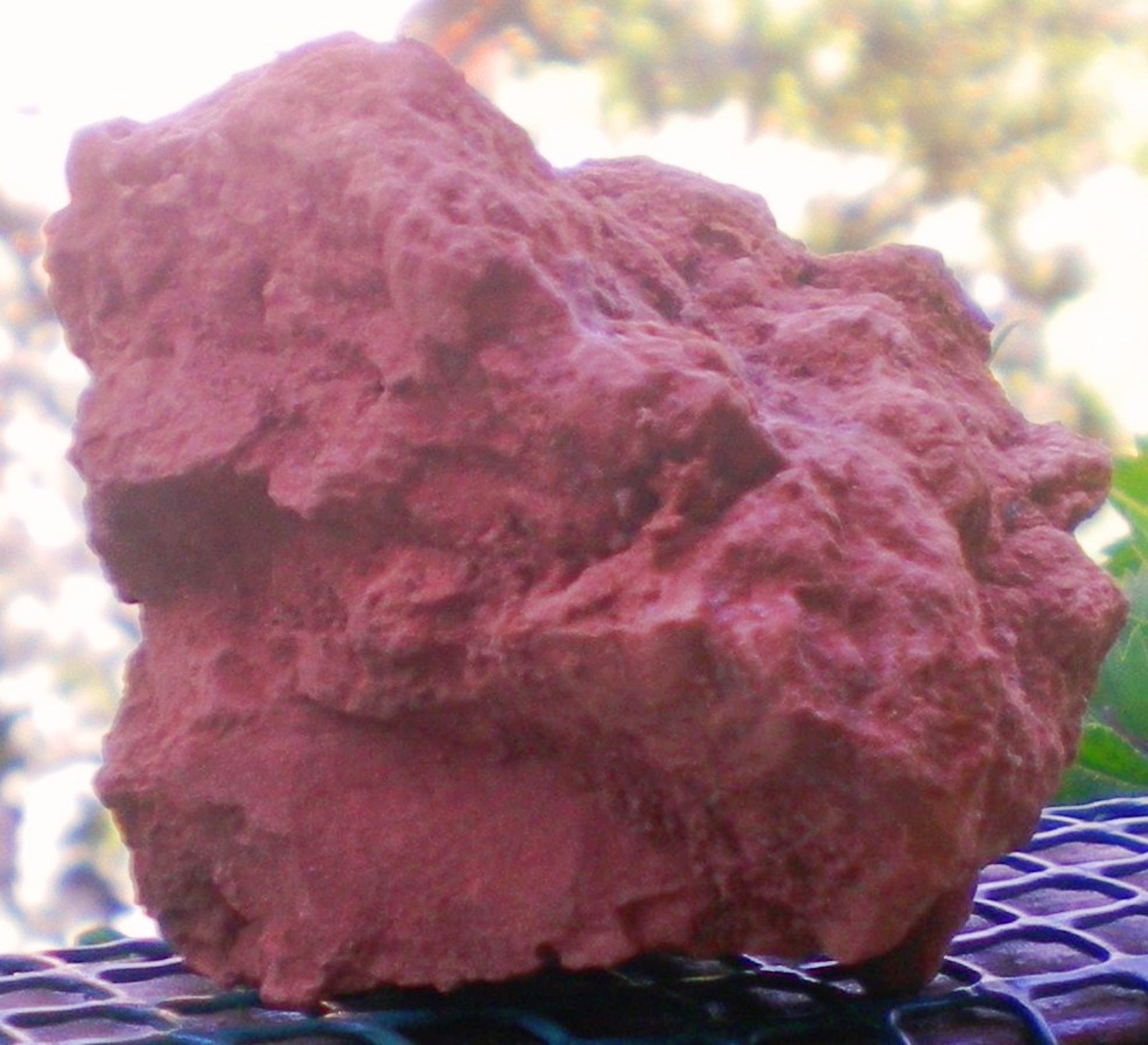
Minerale di Bauxite proveniente dalla miniera di Lecce nei Marsi, attualmente dismessa.

## Utilizzo industriale
La bauxite, vista come minerale di alluminio, è normalmente ricca di impurità quali silice ed ossidi di ferro e titanio.
Il processo industriale di produzione dell'alluminio (Processo Bayer) prevede come primo passo la separazione delle impurità dai sali di alluminio, mediante reazione con soluzioni concentrate di idrossido di sodio; gli idrossidi di alluminio diventano alluminato sodico solubile in acqua, mentre le impurità non passano in soluzione e possono essere separate. L'alluminio dell'alluminato sodico viene poi fatto precipitare, per diluizione della soluzione, in idrossido di alluminio, che viene poi avviato alle successive fasi di purificazione.
In base alla vigente legislazione mineraria italiana, le attività di estrazione della bauxite sono classificate come miniere.

## Produzione mondiale

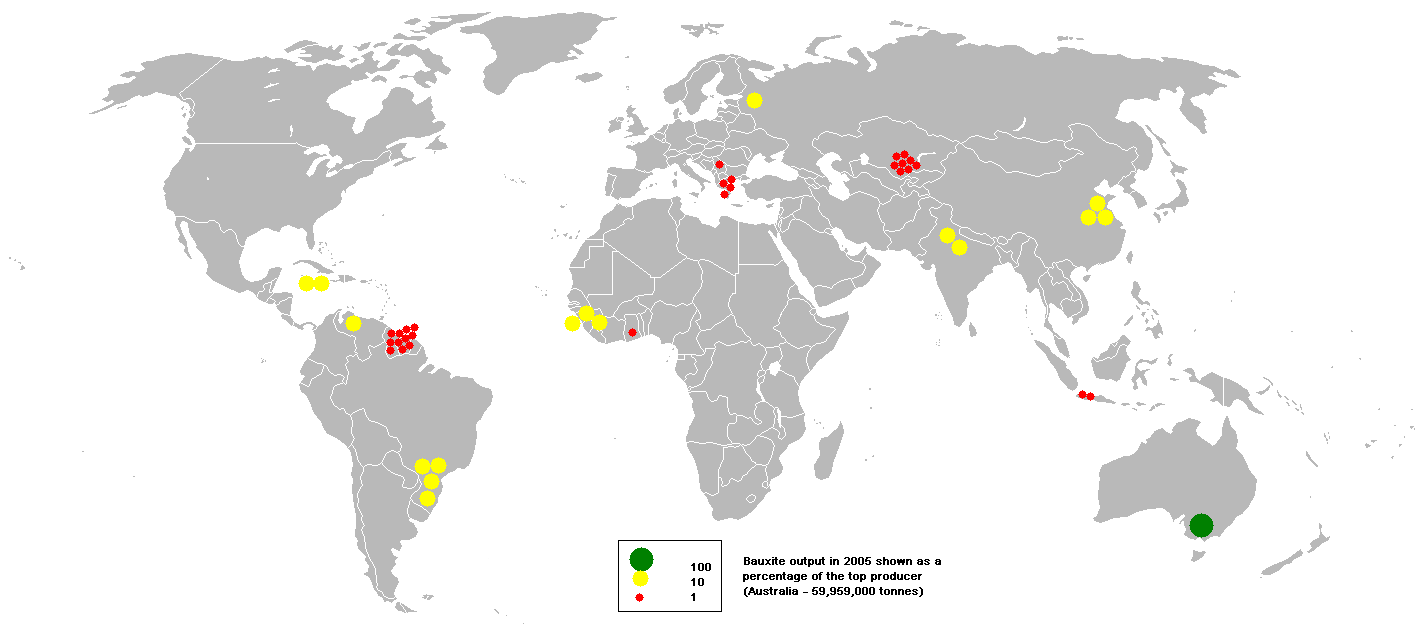
Produzione di bauxite nel 2005

| Paese                    | Produzione | Produzione | Riserve attuali | Riserve stimate |
| Paese                    | 2007       | 2008       | Riserve attuali | Riserve stimate |
| ------------------------ | ---------- | ---------- | --------------- | --------------- |
| Australia                | 62 400     | 63 000     | 5 800 000       | 7 900 000       |
| Brasile                  | 24 800     | 25 000     | 1 900 000       | 2 500 000       |
| Cina                     | 30 000     | 32 000     | 700 000         | 2 300 000       |
| Grecia                   | 2,220      | 2 200      | 600 000         | 650 000         |
| Giamaica                 | 14 600     | 15 000     | 2 000           | 2 500 000       |
| Guinea                   | 18 000     | 18 000     | 7 400 000       | 8 600 000       |
| Guyana                   | 1 600      | 1 600      | 700 000         | 900 000         |
| India                    | 19 200     | 20 000     | 770 000         | 1 400 000       |
| Kazakistan               | 4800       | 4800       | 360 000         | 450 000         |
| Russia                   | 6 400      | 6 400      | 200 000         | 250 000         |
| Stati Uniti              | NA         | NA         | 20 000          | 40 000          |
| Suriname                 | 4 900      | 4 500      | 580 000         | 600 000         |
| Venezuela                | 5 900      | 5 900      | 320 000         | 350 000         |
| Vietnam                  | 30         | 30         | 2 100 000       | 5 400 000       |
| Altri paesi              | 7 150      | 6 800      | 3 200 000       | 3 800 000       |
| Totale mondiale (arrot.) | 202 000    | 205 000    | 27 000          | 38 000          |

## Produzione in Italia
La produzione italiana non è rilevante su scala mondiale. Esistono miniere di bauxite in Sardegna, in Puglia, in Abruzzo e in Campania (Cusano Mutri in provincia di Benevento).

### La miniera di Olmedo
La miniera di bauxite è ubicata nella Nurra, a nord-est rispetto Olmedo, paese dell'entroterra algherese distante 13 km dalla città catalana e 22 km da Sassari. Il giacimento bauxitico fu scoperto agli inizi degli anni '80 e viene scavato per l'estrazione dell'allumina che sta alla base della lavorazione dell'alluminio. La concessione mineraria di Bauxite, Bentonite, Caolino, denominata Olmedo venne rilasciata alla Società Sarda Bauxite S.p.a. dall'Assessorato regionale dell'Industria nel 1992, estesa su una superficie di circa 3500 ettari di cui 50 coltivati in sottosuolo. Dal 2007 la multinazionale greca Silver & Baryte Industrial Minerals, dopo un anno e mezzo di gestione provvisoria, ha ottenuto la concessione definitiva (per 15 anni) della miniera. In Seguito la multinazionale Imerys ha acquisito la Silver & Baryte ed annunciato di rinunciare per politiche interne al mercato della Bauxite causando di fatto la chiusura dell'impianto di Olmedo e rinunciando ai restanti 7 anni di concessione.
In conseguenza sono nate numerose azioni di protesta da parte dei dipendenti e relativi annunci da parte di funzionari della Regione Sardegna per trovare soluzioni e tentare di affidare con bando pubblico la concessione ad altri eventuali investitori.
Dopo le varie rivendicazioni e lotte sindacali, i minatori son stati assunti dalla IGEA, società partecipata al 100% dall'assessorato dell'Industria della Regione Autonoma della Sardegna.
In località Graxioleddu, a nord-est dell'abitato di Olmedo, la società coltiva la bauxite in sotterraneo, mediante il metodo di coltivazione a camere e pilastri. La struttura di superficie della miniera è costituita da una serie di piazzali (per una superficie complessiva di circa 2,5 ettari), dove il minerale estratto dal sottosuolo subisce un primo trattamento di frantumazione, vagliatura e quindi stoccaggio. In località Montiju de su Cossu, nel territorio di Alghero, sono previste operazioni minerarie a cielo aperto mediante l'utilizzo del metodo di coltivazione a gradoni. Quella di Olmedo risulta un'ottima bauxite monoidrata con alto tenore di ossidi alluminio e basso tenore in ferro.

### La miniera dismessa di Lecce nei Marsi

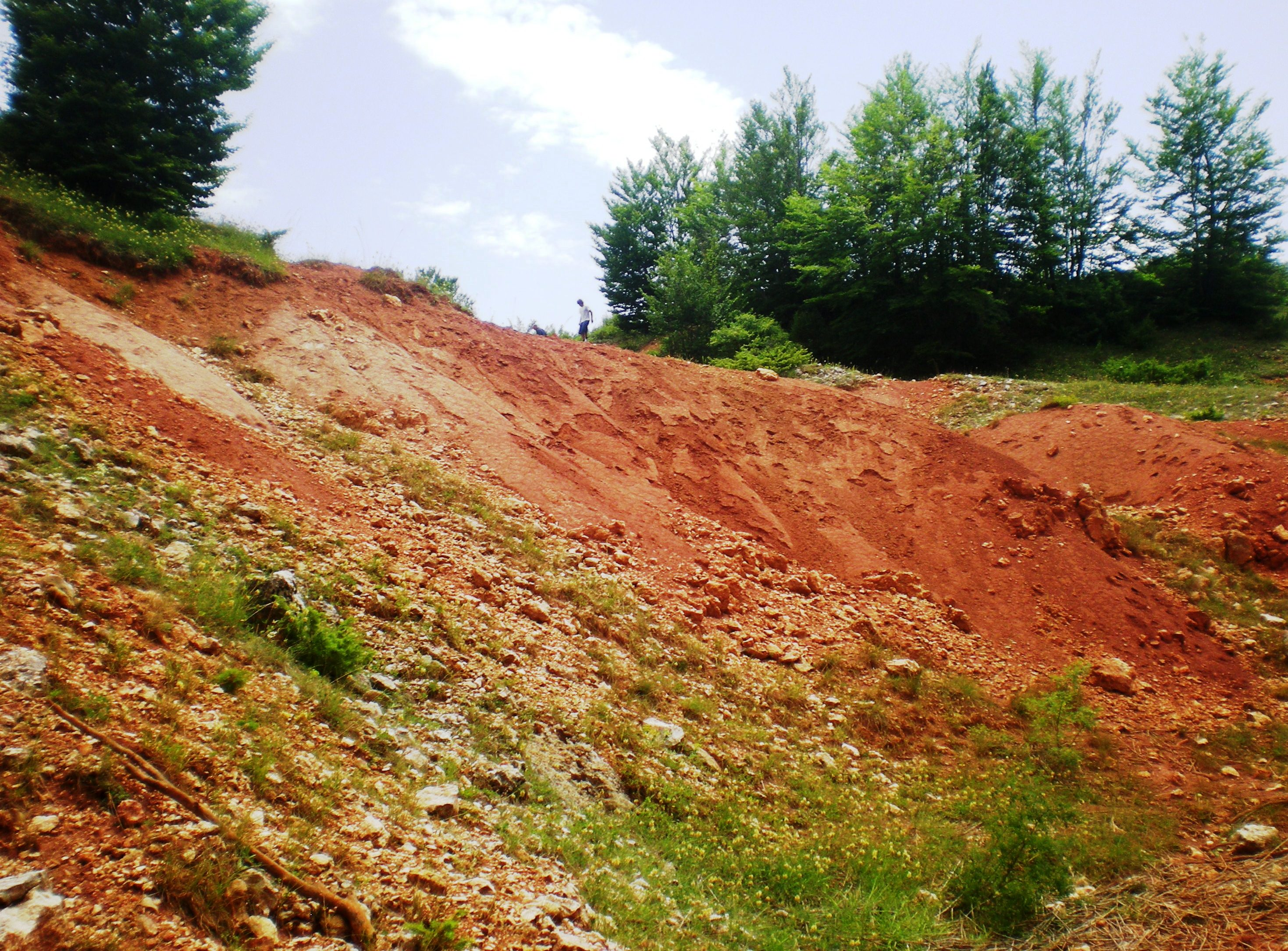
La miniera dismessa di bauxite a Collerosso di Lecce nei Marsi

Nel territorio di Lecce nei Marsi (AQ), lungo la rete sentieristica della Via dei Marsi in località Collerosso a 1426 m s.l.m., è situata la miniera di bauxite, a ridosso dei confini del Parco nazionale d'Abruzzo, Lazio e Molise. Scoperta nei primi anni dell'Ottocento, fu sfruttata per fondere negli altiforni il minerale rosso per estrarne soltanto ferro, in quanto all'epoca non si conosceva l'esistenza dell'alluminio (di cui ne conteneva circa il 60%), come peraltro non esisteva ancora il termine "bauxite". Il minerale, raccolto, veniva trasportato da muli lungo un sentiero d'alta quota (attuale Cammino della Bauxite, inserito nella Rete Italiana dei Cammini) fino alla ferriera di San Sebastiano dei Marsi, frazione di Bisegna, dove veniva trasformato in ferro a beneficio dei comuni vicini.
Dismessa nel 1859, alla vigilia dell'Unità d'Italia, riprese la sua produzione costante nel 1904, stavolta di bauxite, rappresentandone la maggiore produzione italiana, che veniva trasformata in alluminio nel vicino stabilimento di Bussi (PE) fino al 1930, quando smise di produrre, per riaprire temporaneamente dagli anni Cinquanta agli anni Sessanta, con la chiusura definitiva dell'estrazione.

### La miniera dismessa di Otranto

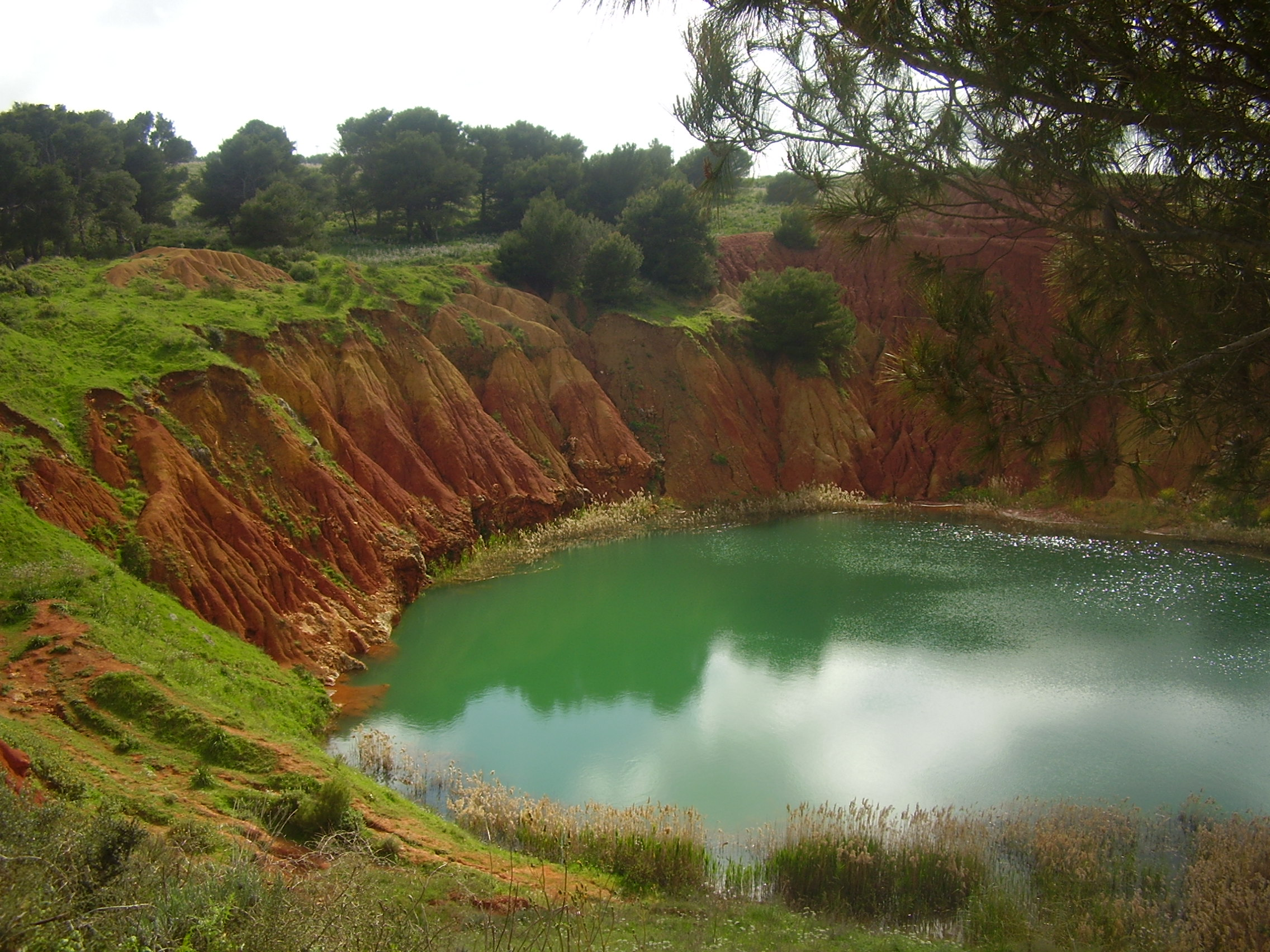
Miniera di Bauxite di Otranto

Nella zona di Otranto l'attività di produzione della bauxite è stata attiva dal 1940 al 1976. La miniera (posizione geografica 40°07′55″N 18°30′02″E), a cielo aperto, non è stata sottoposta a processo di recupero ambientale, e lo scavo è stato riempito dalle acque naturali. Si è così creato un piccolo ecosistema lacustre, che costituisce un significativo esempio di ri-naturalizzazione spontanea di un ambiente antropizzato.

### La miniera dismessa di Spinazzola

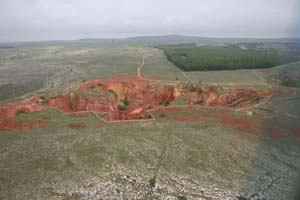
Miniera di bauxite dismessa nel Parco Nazionale dell'Alta Murgia

Un'altra miniera di bauxite dismessa si trova (posizione geografica 40°59′13″N 16°10′54″E) nel Parco Nazionale dell'Alta Murgia, in agro di Spinazzola (BT). L'attività estrattiva cessò negli anni ottanta del XX secolo, ed oggi la miniera costituisce un sito interessante dal punto di vista paesaggistico ed ambientale.

### La miniera dismessa di San Giovanni Rotondo
La miniera di San Giovanni Rotondo era il più grande sito estrattivo della Puglia, esteso per oltre 1600 ettari e attivo per quasi 40 anni, fino al 1974. Il sito conserva ancora torretta, argano e le strutture del villaggio destinato ad ospitare le abitazioni dei dirigenti, gli uffici, i lavoratori e la scuola per i figli dei dipendenti della Società Anonima Montecatini, concessionaria dell'estrazione.